# Port lotniczy Bunia
Port lotniczy Bunia (IATA: BUX, ICAO: FZKA) – port lotniczy położony w Bunia, w prowincji Ituri, w Demokratycznej Republice Konga.

## Linie lotnicze i połączenia
| Linia Lotnicza                 | Kierunek                                                                 |
| ------------------------------ | ------------------------------------------------------------------------ |
| Compagnie Africaine d'Aviation | 1. Beni 2. Bukavu 3. Goma 4. Isiro 5. Kalemie 6. Kisangani 7. Lubumbashi |